# Медицинский колледж Красного Креста
Медицинский колледж Красного Креста Рижского университета имени Страдыня (латыш. Rīgas Stradiņa universitātes Sarkanā Krusta medicīnas koledža, RSU SKMK) — латвийский медицинский колледж. Находится в Риге на улице Яня Асара, 5.
Программы обучения:
- высшее профессиональное образование первого уровня:

- врачевание (латыш. ārstniecība (профессия обучения — помощник врача);
- подготовка медицинских сестёр (латыш. māszinība) (профессия обучения — медицинская сестра);
- врачебный массаж (латыш. ārstnieciskā masāža) (профессия обучения — массажист);

- профессиональное образование:

- подготовка медицинских сестёр (латыш. māszinība) (профессия обучения — помощник медсестры);

- высшее профессиональное образование среднего уровня:

- уход за детьми (латыш. bērnu aprūpe) (профессия обучения — воспитатель).

## История
Осенью 1920 года по инициативе Яниса Янковского, руководителя Латвийского Красного Креста, возведена первая в Латвии школа сестёр Милосердия (латыш. Žēlsirdīgo māsu skola). Школа была организована по принципу школы Флоренс Найтингейл. Первым её директором был хирург Александр Нейберг.
В 1940 году название школы было изменено на «Сестринская школа Департамента здравоохранения» (латыш. Veselības departamenta māsu skola) в подчинении Рижской 4-й больницы.
В 1952 году директором школы становится хирург Мирдза Аустриня. Несмотря на централизованные учебные планы, школе удалось сохранить индивидуальность своей работы.
В 1954 году школа получает название «Рижская 4-я медицинская школа». Добавлена новая программа обучения — получение квалификации фельдшера.
С 1976 по 1985 гг. пост директора занимала Анна Армане, а в 1985 году директором стал врач Петерис Кучанс.
В 1996 году учебное заведение переименовано в Школу медицинских сестёр Латвийского Красного Креста; добавлена ещё одна программа обучения — помощник медсестры. В апреле этого же года школа переименована в Медицинскую школу Красного Креста.
В 2004 году произошла реорганизация школы в колледж, где можно получить как профессиональное высшее образование первого уровня по специальностям помощник врача и медсестра, так и профобразование.

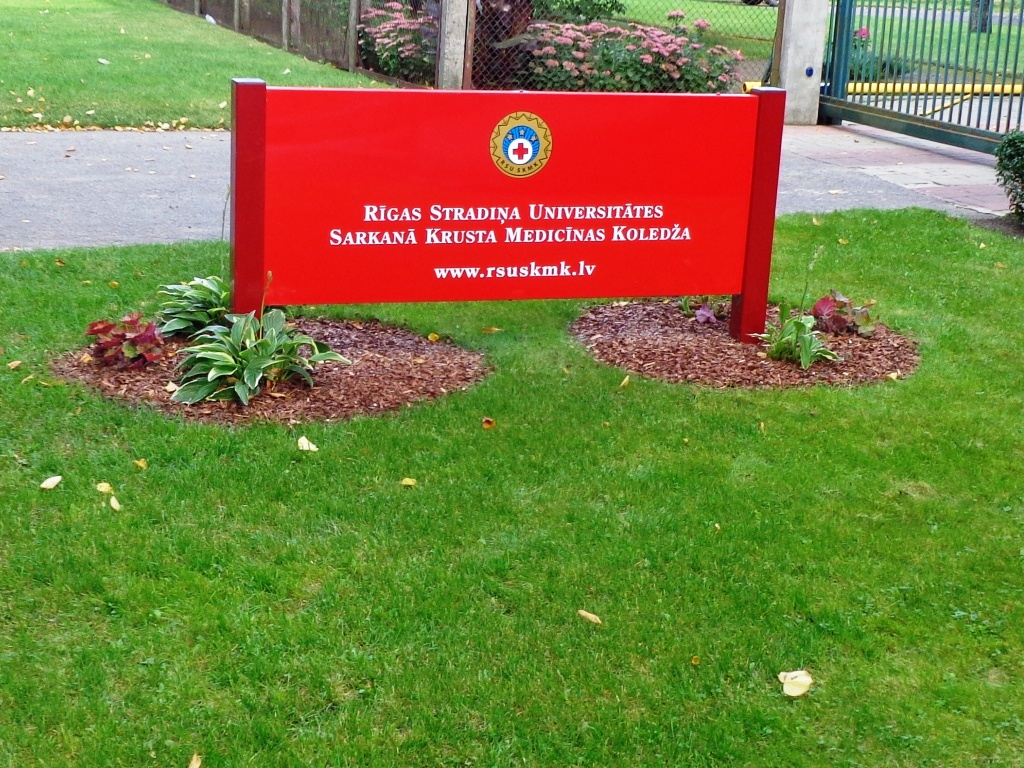
Указательный щит у входа в колледж.

1 января 2010 года колледж переходит под надзор Рижского университета имени Страдыня и становится его агентством.
С 2012 года директор колледжа — Гастонс Нейманис.